# Ивантеевская организованная преступная группировка
Ивантеевская организованная преступная группировка (также известна как (Ивантеевская ОПГ) — одна из самых крупных ОПГ Московской области в начале 1990-х годов, её лидерами были Олег Шеменев, Игорь Зубовский («Зубарик») и Дмитрий Рябчук («Незнайка»). Деятельность группировки распространялось на Пушкино, Ивантеевку, близлежащие населенные пункты. Также группировка нередко устраивала «налёты» на московских коммерсантов. Практически исчезла после положительного конфликта с Акопом Юзбашев («Папа Акоп») возглавлявшего Пушкинскую ОПГ.

## Основание и начало преступной деятельности
Олег Шеменев попал в поле зрения правоохранительных органов в 1989 году. В 30 лет от роду в преступном мире он стал известен как «Клос», а также как «Борода». После службы в армии постоянной работы не имел. Занимался восточными единоборствами. Ироничный, с чувством юмора, коммуникабельный, мстительный, беспощадный. Его непредсказуемость и жестокость шокировали ближайшее окружение.
В родной Ивантеевке Шеменев одним из первых начал заниматься рэкетом. Сколотил «бригаду» и «доил» едва оперившуюся коммерцию. В 1990—92 годах начались крупные разборки за передел сфер влияния.
В 1990 году Шеменев с ивантеевской бригадой разгромил кафе «Восход» на Бабушкинской улице. Чеченцев избивали битами, кого-то убили. Занималось этим уголовным делом 105-е отделение милиции. Но безуспешно: Шеменева, задержав, вскоре отпустили. Позднее его не раз арестовывали за разбойные нападения и вымогательства в Москве. Но он, подобно оборотню, всегда непостижимым образом уходил от наказаний: всякий раз следствие не могло доказать его вину, а свидетели и потерпевшие неожиданно меняли показания. После 1994 года Шеменев переехал и стал вести преступную деятельность в Мытищах.

## Конфликт с Пушкинской ОПГ
По словам оперативников, Игорь Зубовский — чуть ли не единственный местный бандит, умерший своей смертью. После школы он служил в армии, а после демобилизации познакомился с ранее судимыми братьями Анатолием и Сергеем Соколовыми (Соколята). Вместе они обложили данью торговцев водкой, а позже познакомились с крупнейшим производителем водки в Подмосковье, президентом фирмы Torolla Production Акопом Юзбашевым.
Вскоре Юзбашев получил прозвище Папа и стал «крёстным отцом» группировки. Он устроил Соколят на работу в свою вторую фирму «Строительный двор», а Зубарика назначил ответственным за дела группировки.
Под руководством Зубарика группировка сильно разрослась и взяла под контроль все рестораны и торговые точки в Пушкино, Сергиевом Посаде, Ивантеевке и посёлке Правда. Также группировка имела несколько своих фирм в Москве.
В конце 1992 года в предпринимательской группировке Соколовых и Юзбашева вспыхнул конфликт. Соколята ушли из «Строительного двора» и открыли собственное производство водки. Коммерческие структуры бывших партнёров начали активно бороться за рынки сбыта. В начале 1993 года в областной РУОП поступило заявление от Юзбашева о том, что Соколовы похитили его дочь Карину и требуют выкуп в 300 тысяч долларов, а также учредительные документы «Строительного двора». Вскоре Соколовых арестовали. Пока Соколовы сидели в тюрьме, на воле началась война. Первыми, 11 мая 1993 года, были убиты авторитет Дмитрий Рябчук (Незнайка) и его телохранитель Дмитрий Глумов. Летом того же года не стало вора в законе Павла Роднова, который «курировал» доставку героина из Таиланда в Пушкинский район Московской области.
В марте 1994 года в Москве застрелили вышедшего из тюрьмы Сергея Соколова, а в июле в Ивантеевке был убит лучший друг Зубарика авторитет Сергей Свирский. Затем было перебито около десятка боевиков. Сам Игорь Зубовский под разборки не попал. Говорят, что от верной смерти спасло только то, что он вовремя уехал в Европу, а затем переехал в Америку. Возвращаться на родину Зубарик не спешил. По оперативным данным, с помощью эмигрировавших в США воров он организовал поставку в Пушкинский район крупных партий автоматического оружия и наркотиков.

## Закат группировки
Летом 1995 года Акоп Юзбашев вернулся в Подмосковье, и разборки внутри пушкинской группировки прекратились. Юзбашев снял квартиру в центре Москвы и построил трёхэтажный кирпичный дом под посёлком Правда. По словам милиционеров, загородный дом строители облицевали мрамором и гранитом, оборудовали несколькими гаражами, сауной и спортивным залом. В родной Ивантеевке Зубарик появлялся редко. Его чаще видели в московском развлекательном комплексе «Восьмое чудо света», где он отдыхал вместе с многочисленными друзьями.
В 1995 года Зубарика заподозрили в убийстве девушки в телефонной будке на центральной площади Ивантеевки. Свидетели утверждали, что в неё выстрелил человек, явно находившийся в состоянии наркотического или алкогольного опьянения. Поссорившись с продавцами коммерческой палатки, он достал из салона своей машины помповое ружьё и неожиданно увидел девушку в телефонной будке. Решив, что она вызывает милицию, преступник в неё выстрелил.
Впрочем, оперативные разработки по этому делу не мешали Зубарику разъезжать по Ивантеевке на «Мерседесе» и чёрной «Волге» с блатными номерами, а милиционеры так и не смогли уличить авторитета в убийстве. В начале марта друзья привезли авторитета в одну из больниц города Королёв. По одним данным, он перебрал наркотиков, по другим, у него был сердечный приступ. Тем не менее Зубарик продолжал употреблять наркотики и в больнице. Накануне Международного женского дня он ввёл себе в вену сильную дозу, забылся и тихо умер. По диагнозу врачей, смерть наступила от острой сердечной недостаточности. Милиционерам же смерть авторитета показалась подозрительной, и сейчас они выясняют все детали происшедшего.
После 1996 года, деятельность группировки прекратилась, её место заняли ОПГ и Пушкино и Правды.
Одними из последних лидеров Ивантеевской ОПГ были убитые Сергей Полтаренко и Владимир Тимофеев («Тимоха»). Тимофеев был расстрелян 18 марта 1997 года около своего дома на улице Толмачева в Ивантеевке. Позже, 16 апреля 1997 года Полтаренко был расстрелян в автомобиле на Советском проспекте в Ивантеевке.
Большинство участников ОПГ захоронены на Невзоровском кладбище на так называемой «аллее героев».